# Türkiye Basketbol Ligi
De Türkiye Basketbol Ligi (TBL) is de hoogste Turkse basketbaldivisie voor de mannen. De verzekeringsmaatschappij Türkiye Sigorta sponsort deze divisie, waardoor het ook wel Türkiye Sigorta Basketbol Ligi genoemd wordt. De hoogste Turkse basketbaldivisie voor vrouwen heet Türkiye Bayanlar Basketbol Ligi.
De competitie werd opgericht in 1966, het was de eerste landelijke competitie voor basketballers in Turkije. De uit İzmir afkomstige sportvereniging Altınordu SK werd de eerste nationale kampioen. Net als bij voetbal (en meerdere andere sporten) in Turkije, hebben de grote drie clubs uit Istanboel, Beşiktaş JK, Fenerbahçe SK en Galatasaray SK, hun stempel op deze sport en competitie gedrukt. Echter, een andere vereniging uit Istanbul, Efes Pilsen SK, is de succesvolste basketbalclub. Deze club werd zestien keer landskampioen.

## Competitie

### Reguliere competitie
Sinds het seizoen 2005/06 telt de competitie zestien teams. Deze teams spelen elk in een thuis-  en een uitwedstrijd tegen elkaar. Na 30 wedstrijden wordt naar de eindstand gekeken, waarna:
- De nummers 1 t/m 8 doorgaan naar de play-offs
- De nummers 9 t/m 14 het seizoen afsluiten
- De 15 en 16 degraderen naar de tweede Turkse basketbaldivisie.

### Kwartfinales en halve finales
De play-offs worden gespeeld volgens het knock-outsysteem. De kwartfinales en de halve finales kennen de volgende regels:
1) Bij elke kwartfinale- en halve finalewedstrijden wordt gekeken naar de wedstrijden tussen de twee ploegen in de reguliere competitie. 
1a) Als een van die twee ploegen allebei de wedstrijden gewonnen heeft tijdens de reguliere competitie, begint die ploeg met een 1-0-voorsprong aan de serie.
1b) Als er tijdens de reguliere competitie één wedstrijd is gewonnen door de ene ploeg, en de andere wedstrijd door de andere ploeg, begint men met een 0-0 stand aan de serie.
2) Men wordt de winnaar van een serie, wanneer men drie keer van de andere ploeg heeft gewonnen. Indien 1a het geval is, wordt de eerste wedstrijd gespeeld in de zaal van het team dat hoger eindigde in de reguliere competitie. De tweede en derde wedstrijden worden gespeeld in de zaal van het andere team, en indien er een vierde wedstrijd nodig is, wordt deze weer gespeeld in de zaal van het hoger geëindigde team. Indien 1b het geval is worden de eerste en tweede (en eventueel vijfde) wedstrijden gespeeld in de zaal van het team dat hoger eindigde in de reguliere competitie, en de derde en vierde wedstrijden worden gespeeld in de zaal van het andere team.

### Finale
Ook de finale van de competitie draait om het winnen van een serie. Hierbij geldt regel 1 nog steeds, maar moet men niet drie keer, maar vier keer van de andere ploeg winnen. Indien 1a het geval is wordt (of worden) de eerste (en eventueel vierde en zesde) wedstrijd(en) gespeeld in de zaal van het team dat hoger eindigde in de reguliere competitie. De tweede en derde (en eventueel vijfde) wedstrijden worden in de zaal van het andere team gespeeld.
Indien 1b het geval is worden de eerste en tweede (en eventueel vijfde en zevende) wedstrijden gespeeld in de zaal van het team dat hoger eindigde in de reguliere competitie. De derde en vierde (en eventueel zesde) wedstrijden worden in de zaal van het andere team gespeeld. Wanneer men voor de vierde keer van de andere club wint, mag deze ploeg zich kampioen van de TBL noemen.